# قلعه خوتین
قلعه خوتین دژی است در اوکراین که در خوتین واقع شده‌است.
قلعه خوتین مجموعه‌ای بسیار مستحکم واقع در سواحل رودخانه دنیستر در خوتین، در غرب اوکراین است. ساخت این قلعه در سال ۱۳۲۵ آغاز شد. این قلعه یکی از جاذبه‌های گردشگری بزرگ در منطقه و کل اوکراین به‌شمار می‌آید. به خاطر فضای تاریخی، این مجموعه اغلب به عنوان یک محیط مناسب برای فیلم‌برداری استفاده می‌شود. در بسیاری از فیلم‌ها از این قلعه به جای بسیاری از مکان‌های تاریخی، قلعه‌های مختلف فرانسه و انگلیس و استحکامات دیگر تصویربرداری شده‌است.